# Kaliforniensiska
Kaliforniensiska (Spinus lawrencei) är en nordamerikansk fågel i familjen finkar inom ordningen tättingar.

## Utseende och läten
Kaliforniensiskan är en liten (10–11,5 cm) och kortnäbbad grå och gul fink med relativt lång kluven stjärt. Den har grått på huvud och rygg, gul anstrykning mitt på bröstet och breda gula eller grågula vingband. Hanen är svart i ansiktet, från toppen av hjässan till strupen. Sången är en utdragen klingande serie som nästan enbart består av härmningar från andra arter. Bland lätena hörs ljusa och klara "ti-too" eller nasala "too-err".

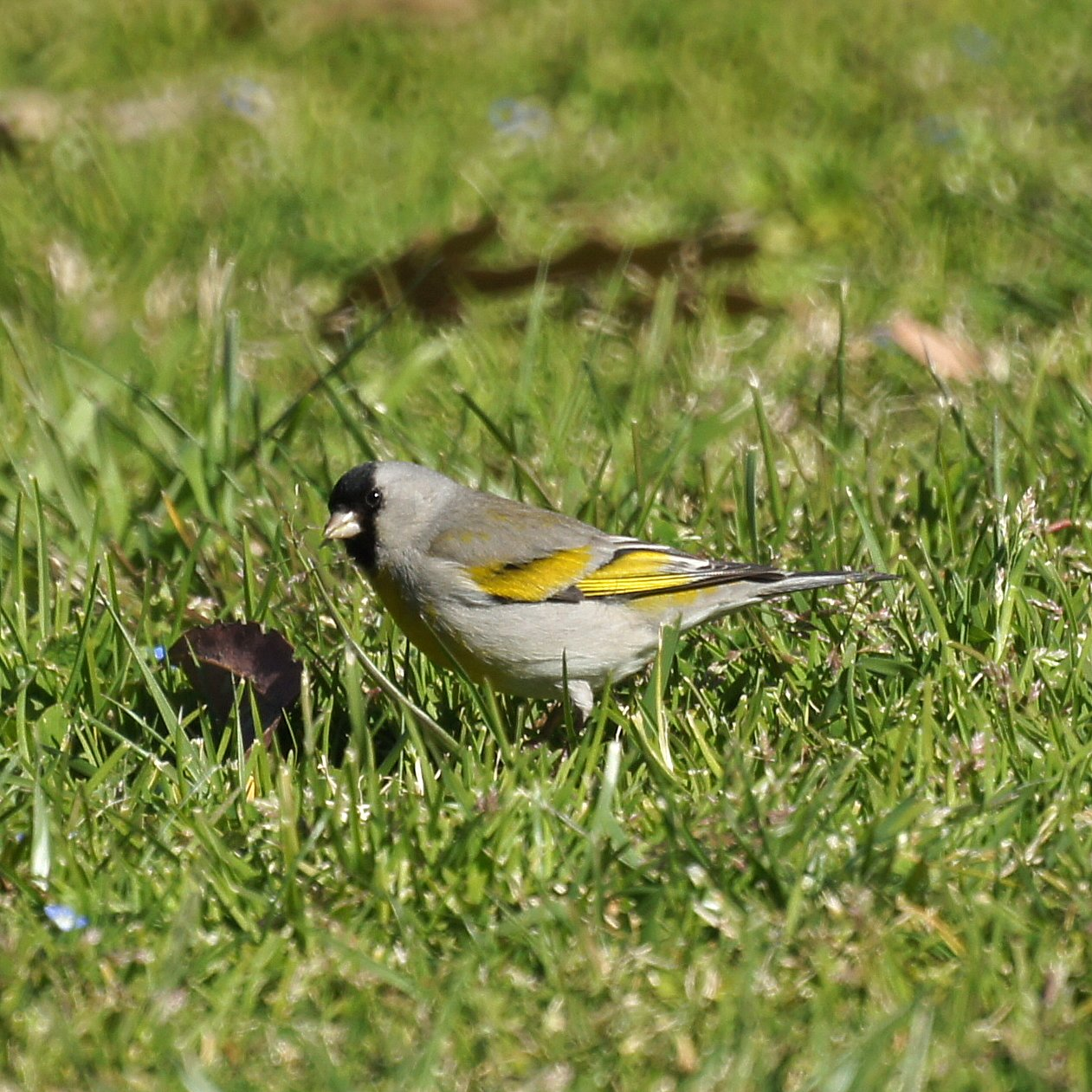

## Utbredning
Kaliforniensiskan är en flyttfågel som häckar i södra Kalifornien och norra Baja California. Den övervintrar så långt västerut som till Texas och så långt söderut som till norra Sonora, i nordvästra Mexiko. I södra Kalifornien och norra Baja California förekommer den året om.

## Systematik
Arten är närmast släkt med guldsiskan (Spinus tristis) och småsiskan (S. psaltria). Den behandlas som monotypisk, det vill säga att den inte delas in i några underarter.

### Släktestillhörighet
Kaliforniensiskan placerades tidigare i det stora släktet Carduelis, men genetiska studier visar att det är kraftigt parafyletiskt och att typarten steglitsen snarare är närmare släkt med vissa arter i Serinus. Numera bryts därför kaliforniensiskan liksom övriga amerikanska siskor samt den europeiska och asiatiska grönsiskan ut ur Carduelis och placeras tillsammans med den asiatiska himalayasiskan (tidigare i Serinus) istället till släktet Spinus.

## Levnadssätt
Kaliforniensiskan hittas i låglänt öppet skogslandskap med inslag av ek. Den ses nästan alltid i småflockar på jakt efter frön, ofta tillsammans med guldsiska och småsiska. Fågeln häckar i monogamt i kolonier från april till mitten av september. Den lägger endast en kull, tillfälligtvis två.

## Status och hot
Arten har ett stort utbredningsområde och en stor population, men tros minska i antal, dock inte tillräckligt kraftigt för att den ska betraktas som hotad. Internationella naturvårdsunionen IUCN kategoriserar därför arten som livskraftig (LC).

## Namn
Fågelns vetenskapliga artnamn tillika engelska trivialnamn Lawrence's Goldfinch hedrar George Newbold Lawrence (1806-1895), amerikansk affärsman, ornitolog och samlare av specimen.